# Wilfred Agbonavbare
Wilfred "Willy" Agbonavbare (Lagos, 5 de outubro de 1966 — Alcalá de Henares, 27 de janeiro de 2015) foi um futebolista nigeriano que atuava como goleiro. Disputou a Copa do Mundo FIFA de 1994 como segundo reserva de Peter Rufai.

## Carreira
Willy, como era conhecido, iniciou sua carreira em 1983, com apenas 16 anos de idade, defendendo o New Nigeria Bank. Ainda fez testes no Abiola Lions e no Brentford antes de assinar com o BCC Lions.
Em apenas uma temporada, despertou o interesse do Rayo Vallecano, que o contratou ainda em 1990. Assim como no Abiola e no Brentford, ele foi recrutado para fazer testes no clube alvirrubro de Madri, e o goleiro, então com 24 anos, convenceu a agremiação a oficializar um contrato.
Sua estreia pelo Rayo em La Liga foi em 5 de setembro de 1992, contra o Valencia. Sua segunda partida teve um gosto amargo, já que ele foi expulso, cedendo a posição a Toni Jiménez, seu reserva imediato no Rayo. Porém, com o apoio do técnico José Antonio Camacho, Willy retomou a vaga.  
O goleiro se firmou de vez como titular do Rayo a partir da temporada 1993-94, onde o clube caiu para a Segunda Divisão. Nos últimos anos, Willy viveu um período de instabilidade com os técnicos Marcos Alonso (que assumira o Rayo no meio da temporada 1994-95) e Abel Resino, que chegou a colocá-lo no banco de reservas. Somente com a chegada de Fernando Zambrano, Willy reconquistou novamente a posição de titular. Deixou a equipe em 1996, mesmo ano em que asinou com o Écija, que também atuava na Segunda Divisão espanhola. Ficou apenas um ano no clube, que optou em não renovar o contrato.
De volta à Nigéria, Willy treinava em busca de um novo clube, mas a falta de interesse no goleiro forçaram-no a encerrar a carreira com 31 anos.

## Seleção
Willy estreou na Seleção Nigeriana de Futebol em 1983, para a disputa do Mundial Sub-20 realizado no México.
Na Copa de 1994, a primeira disputada pelas Super Águias, foi convocado para ser o terceiro goleiro da equipe.
Em 1998, mesmo semi-aposentado, Willy chegou a aparecer na lista de pré-convocados para a Copa da França, tendo esperanças de ser novamente convocado para a terceira opção ao gol. Mas o treinador Bora Milutinović não o convocou - Abiodun Baruwa foi o escolhido.

## Homenagens do Rayo Vallecano e morte
Após encerrar a carreira, Willy chegou a trabalhar como treinador de goleiros em equipes amadoras de Madri, e em 2012 foi homenageado pelo Rayo Vallecano, onde atuara em 177 partidas, em um ato anti-racismo promovido pela agremiação.
Nos últimos anos, o ex-goleiro encontrava-se viúvo (sua esposa morreu vitimada por um câncer de mama) e trabalhava como porteiro no aeroporto de Barajas. Em janeiro de 2015, descobriu que tinha câncer, e o Rayo Vallecano realizou nova homenagem, agora com os jogadores mostrando uma faixa onde lia-se "'Fuerza Wilfred" (força, Wilfred) no dia 24. Três dias depois, Willy, que estava internado em um hospital de Alcalá de Henares para tratar o câncer, não resistiu e veio a falecer, aos 48 anos.

## Títulos
Nigéria
- Copa das Nações Africanas: 1994